# 발레리 카르핀
발레리 게오르기예비치 카르핀(러시아어: Вале́рий Гео́ргиевич Ка́рпин, 에스토니아어: Valeri Karpin, 1969년 2월 2일~)은 러시아의 축구 지도자로 현재 러시아 축구 국가대표팀과 FC 로스토프의 감독을 겸하여 맡고 있으며 현역 시절 포지션은 공격형 미드필더였다.

## 선수 경력
카르핀은 에스토니아의 나르바에서 태어났지만, 소비에트 연방이 붕괴될 당시 국제 무대에서 뛸 기회가 많은 러시아 축구 국가대표팀을 선택하였다. 1985년, 에스토니아의 스포르트 탈린에서 선수 생활을 시작한 그는, CSKA 모스크바, 파켈 보로네시를 거쳐 1991년, 스파르타크 모스크바로 이적하면서 팀의 세 시즌 연속 리그 우승에 공헌하였다.
1994년에는 러시아 리그에서의 활약을 토대로 프리메라리가의 레알 소시에다드로 이적해 두 시즌 동안 77경기에 출장하였고, 1996년 발렌시아로 예전만큼의 활약을 보여주지 못했다. 발렌시아에서 기대 만큼의 활약을 보여주지 못한 그는 셀타 비고로 자리를 옮겼고, 같은 러시아 대표팀 선수 알렉산드르 모스토보이와 함께 큰 활약을 펼치면서 팀의 중심 선수로 자리매김하였다. 이 때의 뛰어난 활약은 후에 카르핀이 1999년 러시아 올해의 선수에 선정되는 데에 큰 역할을 하였다. 2002년 그는 과거에 뛰었었던 팀인 레알 소시에다드와 계약을 맺었고, 몇 시즌 동안 레알 소시에다드 돌풍의 주역으로 활약하며 2004-2005 시즌 종료 후 팀을 떠났다. 이때 팀을 떠나 선수 생활에 마침표를 찍었다고 생각되었지만, 2007년 코룩소 팀과 계약을 맺어 잠시 뛰기도 하였다.
한편, 대표팀 데뷔전은 1992년 4월 독립국가연합 축구 국가대표팀에서 가졌고, 그 해 러시아 축구 국가대표팀에 발탁되어 2003년 은퇴하기까지 1994년 FIFA 월드컵, 유로 96, 2002년 FIFA 월드컵 등에서 러시아 대표팀 선수로 뛰며, 총 72경기에 출전하였다. 특히 2002년 FIFA 월드컵에서는 튀니지를 상대로 페널티킥을 성공시켰다.
선수 은퇴 후에는 고향인 에스토니아로 돌아갔고, 2009년 4월 성적 부진으로 해임된 미카엘 라우드루프의 후임으로 스파르타크 모스크바의 감독 대행을 맡게 되었다. 2012년 6월 우나이 에메리가 감독으로 부임하자 단장직을 맡게 되었다. 2012년 11월 성적 부진으로 우나이 에메리 감독이 해임되자 그 후임으로 감독 대행과 단장을 겸하게 되었다.

## 대회 기록
스파르타크 모스크바 (1990~1994)
- 러시아 탑 디비전 : 1992, 1993, 1994
- 러시아 컵 : 1991-92

 셀타 비고 (1997~2002)
- UEFA 인터토토컵 2000 우승

## 기록
| 1986    | 스포르트 탈린       | 2부 리그 3부 | 10/1  |
| 1987    | 스포르트 탈린       | 2부 리그 3부 | 15/0  |
| 1988    | CSKA 모스크바       | 1부 리그 2부 | 03/0  |
| 1989    | 파켈 보로네시       | 1부 리그 2부 | 27/7  |
| 1990    | 스파르타크 모스크바 | 탑 리그 1부  | 21/0  |
| 1991    | 스파르타크 모스크바 | 탑 리그 1부  | 28/3  |
| 1992    | 스파르타크 모스크바 | 탑 리그 1부  | 26/7  |
| 1993    | 스파르타크 모스크바 | 탑 리그 1부  | 30/13 |
| 1994    | 스파르타크 모스크바 | 탑 리그 1부  | 12/5  |
| 1994-95 | 레알 소시에다드     | 라 리가 1부  | 35/3  |
| 1995-96 | 레알 소시에다드     | 라 리가 1부  | 37/13 |
| 1996-97 | 발렌시아            | 라 리가 1부  | 36/6  |
| 1997-98 | 셀타 비고           | 라 리가 1부  | 37/4  |
| 1998-99 | 셀타 비고           | 라 리가 1부  | 34/8  |
| 1999-00 | 셀타 비고           | 라 리가 1부  | 34/6  |
| 2000-01 | 셀타 비고           | 라 리가 1부  | 30/5  |
| 2001-02 | 셀타 비고           | 라 리가 1부  | 33/3  |
| 2002-03 | 레알 소시에다드     | 라 리가 1부  | 38/7  |
| 2003-04 | 레알 소시에다드     | 라 리가 1부  | 34/5  |

* - 경기 수와 골 수